# Território do Oregon
O Território do Oregon (em inglês:  Oregon Territory) era o Oregon Country reivindicado pelos Estados Unidos e Reino Unido, depois território organizado incorporado dos Estados Unidos de 1848 a 1859.

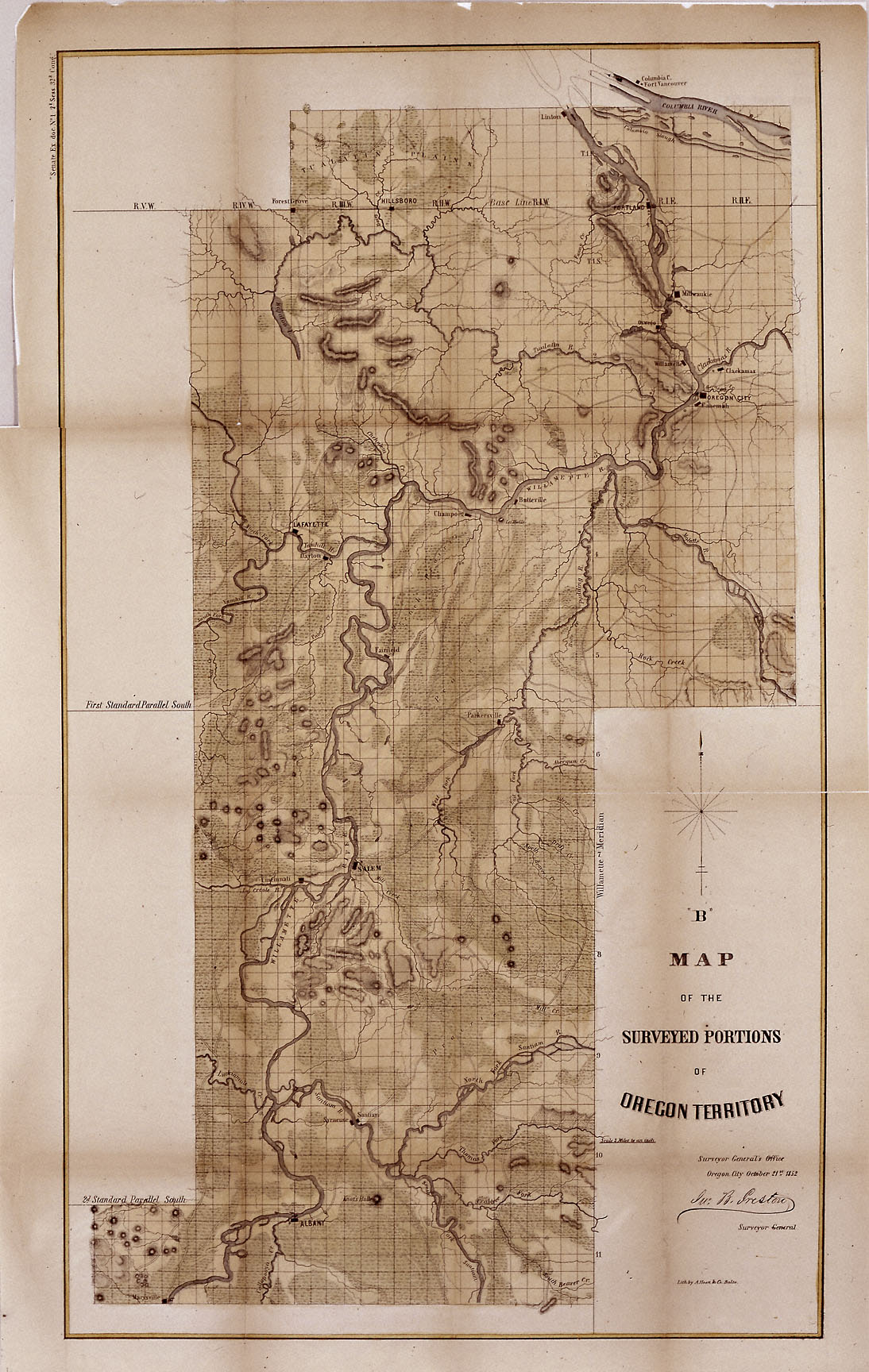
O Território do Oregon representado num mapa de 1852

Depois da assinatura do Tratado do Oregon em 1846 que fixou uma grande parte da fronteira americano-canadiana nesta região pelo paralelo 49 N, o território do Oregon foi oficialmente organizado em 14 de agosto de 1848, por uma Organic Act (lei orgânica) votada pelo Congresso dos Estados Unidos situando-o a sul desta fronteira. Compreendia originalmente todos os territórios a oeste da Continental Divide: os estados atuais de Idaho, Oregon e Washington, bem como as partes ocidentais do Montana e do Wyoming.
A primeira capital territorial foi fixada em Oregon City, antes de ter sido deslocada para Salem e, 1851.
Em 1853, a parte do território situada a norte do curso inferior do rio Colúmbia e do paralelo 46 N foi separada para constituir o Território de Washington.
Em 14 de fevereiro de 1859, o Oregon teve as fronteiras fixadas e passou a ser um dos estados dos Estados Unidos. A parte oriental restante do antigo território do Oregon, situada além do rio Snake e do meridiano 117 W (o sul do Idaho e oeste do Wyoming) foram colocados no território de Washington.

## Antecedentes
Habitada originalmente por nativos americanos, a região que se tornou o Território do Oregon foi explorada pelos europeus primeiro por mar. A primeira viagem de exploração documentada foi feita em 1777 pelos espanhóis, e embarcações britânicas e americanas visitaram a região pouco tempo depois. A subsequente exploração terrestre por Alexander Mackenzie e a expedição Lewis e Clark e o desenvolvimento do comércio de peles na região fortaleceram as reivindicações concorrentes da Grã-Bretanha e dos Estados Unidos.